# Euzonus zeidleri
Euzonus zeidleri är en ringmaskart som beskrevs av Hartmann-Schröder och Parker 1995. Euzonus zeidleri ingår i släktet Euzonus och familjen Opheliidae. Inga underarter finns listade i Catalogue of Life.